# Eric Van Rompuy
Eric Karel Paul Van Rompuy (* 23. November 1949 in Uccle/Ukkel) ist ein belgischer Politiker der Partei Christen-Democratisch en Vlaams (CD&V). Seit Juni 1999 ist er Abgeordneter im Flämischen Parlament. 

## Leben
Eric Van Rompuy kam am 23. November 1949 als Sohn von Victor Van Rompuy zur Welt. Er ist der Bruder des ehemaligen belgischen Premierministers Herman Van Rompuy und der kommunistischen Politikerin Tine Van Rompuy. 
Van Rompuy besuchte bis 1967 das Sint-Jan Berchmans-College in Brüssel und schloss 1971 sein Studium der Philosophie an der Katholieke Universiteit Leuven mit dem Bachelor ab. 1975 promovierte er an derselben Universität im Fach Betriebswirtschaftslehre. Von 1976 bis 1981 war er als Ökonom bei der Kredietbank (heute Teil der KBC Group) tätig. 
Seine politische Karriere begann Van Rompuy 1977 als Vorsitzender der Jugendorganisation der Christelijke Volkspartij (CVP) (seit 2001 CD&V) und bekleidete dieses Amt bis 1983. 1981 wurde Van Rompuy Mitglied des Europäischen Parlaments, bei der Europawahl 1984 aber nicht wiedergewählt. Anschließend saß er von 1985 bis 1995 für die CVP in der Belgischen Abgeordnetenkammer und fungierte zudem von 1991 bis 1995 als Fraktionsvorsitzender der CVP im Flämischen Rat. 1995 wurde er zum flämischen Minister für Wirtschaft, kleine und mittlere Unternehmen, Landwirtschaft und Medien ernannt und bekleidete dieses Amt bis 1999. Anschließend war er bis 2004 Fraktionsvorsitzender der CVP/CD&V im Flämischen Parlament.
Van Rompuy ist zudem auf lokaler Ebene seit 1982 im Gemeinderat von Zaventem politisch aktiv. Seit 2007 bekleidet er dort das Amt des Schöffens für Finanzen, Raumordnung und Stadtplanung.
Für seine Verdienste wurde Van Rompuy 1999 mit dem Titel eines Kommandeurs des Leopoldsordens ausgezeichnet. Er ist verheiratet und hat eine Tochter.

## Publikationen
- Jan Tinbergen: De eerste Nobelprijswinnaar economie. De Nederlandsche Boekhandel, Antwerpen 1974, ISBN 90-289-9914-0.
- Groot-Brittanie en de Europese monetaire integratie: een onderzoek naar de gevolgen van de Britse toetreding op de geplande Europese monetaire unie. Acco, Löwen 1975.
- Rebel met een missie. 40 jaar strijdbaar politicus. Lannoo, Tielt 2021, ISBN 9780941478489. (Autobiografie)